# Llengua cayuga
El cayuga (en cayuga Gayogo̱hó:nǫ’) és una de les llengües iroqueses que pertany al grup de les Cinc Nacions o Confederació Iroquesa, que és parlada principalment a la Primera Nació Six Nations of the Grand River, Ontario, per 360 cayuga, i en la reserva índia Cattaraugus, Nova York, per menys de 10.

## Ús i revitalització de la llengua
El Six Nations Polytechnic a Ohsweken (Ontario) ofereix diploma d'Ogwehoweh i programes de grau en llengua mohawk o cayuga. També es donen classes d'immersió en cayuga a Gaweni:yo High School, a la reserva Six Nations of the Grand River. El govern canadenc el 2010 va llançar el projecte de manteniment de la llengua cayuga. Aquest projecte es fa en col·laboració amb el Woodland Cultural Centre. Hom pot descarregar un diccionari electrònic cayuga de franc. Pel 2012, 79 persones eren parlants fluents de cayuga.

## Dialectes
Hi havia dos dialectes diferents del cayuga. Un encara es parla a Ontario, l'altra, anomenat «Seneca-Cayuga», era parlat a Oklahoma fins a final de la dècada del 1980.

## Fonologia

### Dialectes moderns
Hi ha dues varietats de cayuga. El baix cayuga és parlat pel Lower End del Six Nations i l'alt cayuga ho son per l'Upper End. La principal diferència entre els dos és que el baix cayuga usa el so [ɡj] i l'alt usa el so [dj]. A més, la pronunciació difereix entre els parlants individuals cayuga i les seves preferències.

### Vocals
Hi ha cinc vocals curts en cayuga, així com quatre vocals llargues, [iː], [aː], [oː], i [eː]. El cayuga també té 3 vocals nasalitzades, [ẽ], [õ], i [ã]. Tant [u] com [ã] són sons estranys en cayuga. A vegades, els sons [u] i [o] s'usen indistintament d'acord amb la preferència del parlant. Després dels sons llargs [eː] i [oː], es podia sentir un so [n], especialment després [t], [d], [k], [ɡ], [ts], i [j].
Les vocals poden ser ensordides al·lofònicament, indicat en l'ortografia usada a Six Nations pel subratllat.
| Alta    | /i/ | /iː/ |          | /u/  |      |          |  |  |  |
| Mitjana | /e/ | /eː/ | /ẽ/ /ẽː/ | /o/  | /oː/ | /õ/ /õː/ |  |  |  |
| Baixa   |     |      | /a/      | /aː/ | /ã/  |          |  |  |  |

### Vocals llargues
La longitud és important perquè permet distingir dos significats completament diferents l'un de l'altre. Per exemple:

[haʔseʔ] tu estas anant

[haʔse:] tu vas

### Vocals ensordides
Les següents són algunes paraules que demostren que algunes vocals sonen com quan es produeixen abans d'[h]. [ehaʔ], [ẽhaʔ], [ohaʔ], i [õha], [e] i [ẽ] sonen com un murmuri [j], i [o] i [õ] sona com un murmuri [w]. D'altra banda la [ã] en [ẽhãʔ] i [õhã] és nasalitzada a causa de [ẽ] i [õ]. La consonant abans de la vocal nasalizada es torna sorda. Endemés, les vocals senars seguides de [h] són sordes mentre que les vocals parells seguides per [h]no.

### Consonants
El primer so en cada parell és sord.
|            | Alveolar | Postalveolar | Palatal | Velar | Labiovelar | Glotal |
| ---------- | -------- | ------------ | ------- | ----- | ---------- | ------ |
| Oclusiva   | t d      |              |         | k ɡ   |            | ʔ      |
| Africada   | ts       | tʃ dʒ        |         |       |            |        |
| Fricativa  | s        | ʃ            |         |       |            | h      |
| Nasal      | n        |              |         |       |            |        |
| Aproximant | ɹ        |              | j       |       | w          |        |

Variacions al·lofòniques que esdevenen en cayuga: 

/d/ esdevé sorda [t] abans de consonants sordes. El so [d] no es troba a final de paraula. 

/ɡ/ esdevé sorda[k] després de consonants sordes.

/s/ esdevé [ʃ] abans [j] o [ɹ].
/dʒ/ esdevé [dz] i [ds] abans [a] i [o], respectivament. Els parlants poden usar [dz] i [ds] intercanviables segons les preferències del parlant.
/w/ pot ser sorda (sona com [h] seguida per [w]).

/j/ també pot ser sorda (sona com [h] seguida per [j])
/h/: "Una vocal és sorda si la vocal i la següent [h] estan en una síl·laba imparell." Per exemple:
 la [õ] en [ehjádõ̥hkʷaʔ]
La vocal és sonora quan ella i la següent /h/ estan en una síl·laba de nombre parell i en "posició inicial de paraula absoluta o en posició final de paraula, o precedida per una altra [h].” Per exemple:
[ʃehóːwih]  'Diga-li' 

[ehjáːdõh]  'ella escriu' 

### Accent
La majoria de les paraules tenen vocals accentuades, resultant en un to més alt. On es posa la força depèn de la “posició de la paraula en la frase.” La ubicació per defecte de l'accent per als substantius és la vocal final. “En paraules que estan al final d'una frase, l'accent recau en la penúltima vocal, l'antepenúltima vocal, o de vegades, en la quarta vocal des del final de la paraula.” For example:
[neɡitsõˊː aɡaːtõˊːdeʔ]  ‘Acabo de sentir que’ 
Aquests sons són llargs, especialment en una posició de nombre parell. Quan noms i verbs no són al final d'una frase, l'accent es col·loca sobre la vocal final. Per exemple:
[aɡaːtõːdéʔ tsõː teʔ niːʔ dedéːɡẽːʔ]  ‘el vaig escoltar, jo no el vaig veure’ 

## Morfosintaxi
El cayuga és una llengua polisintètica. Igual que les altres llengües iroqueses, la plantilla verbal conté un prefix opcional prepronominal, un prefix pronominal (indica acord), un substantiu incorporat opcional, una arrel verbal, i un sufix aspectual. La plantilla nominal consta d'un prefix d'acord (en general neutre per als substantius no posseïts), l'arrel nominal, i un sufix.